# Порнография в Венгрии

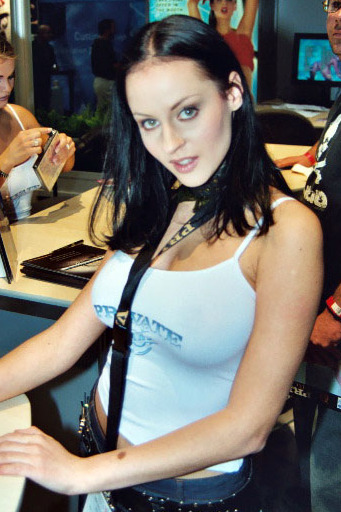
Каталин Вад, известная под псевдонимом «Michelle Wild», была одной из ведущих порноактрис Венгрии между 2001 и 2004 годами.

История порнографии в Венгрии в основном восходит к периоду после падения коммунизма в 1989 году. Производство и распространение порнографии было незаконным при социалистической системе, но законы были либерализованы с падением Венгерской Народной Республики. Разрешительная политика правительства вскоре вывела страну на передовые позиции европейской порнографической индустрии. Несколько иностранных директоров были привлечены либеральным законодательством страны. В конце концов, отечественные продюсеры также начали процветать, и несколько актрис стали заметными в индустрии.

## История
В коммунистическую эпоху порнография считалась продуктом «западного упадка» и считалась незаконной. Законы были либерализованы с падением Венгерской Народной Республики.

## Особенности
Порнография, производимая в Венгрии, отличается от более распространённой американской порнографии. Ряд молодых женщин пытались разбогатеть в столице. Как говорит очень успешная исполнительница Миа Даймонд: «Я из маленькой деревни. Я хотела сбежать из бедности и помочь своим братьям и матери материально». Это приводит к тому, что женщины выглядят намного более естественными, чем их коллеги из США, при отсутствии большинства форм модификации тела, таких как хирургическое вмешательство, татуировки или пирсинг.

## Продюсеры и исполнители
Пионерами венгерской индустрии порнографии были иностранные продюсеры, которых привлекла страна благодаря благоприятным экономическим условиям и постоянному предложению привлекательных исполнительниц. Французский актер и режиссёр Кристоф Кларк утверждает, что был первым, когда он ещё в 1991 году переехал в Будапешт.
Первоначально женщины-исполнители были относительно анонимными; они были идентифицированы только по имени и обычно использовались только для нескольких фильмов. Производственные компании хотели избежать признания имён, чтобы заработная плата оставалась на низком уровне. Однако постепенно некоторые исполнители стали становиться звёздами, у которых появлялись поклонники среди зрителей. Из-за международного распространения фильмов, снятых в Венгрии, большинство исполнителей выбирают псевдонимы с международным звучанием, например Nikki Anderson (шведский), Monique Covét (французский) или Michelle Wild (английский). Уайлд, настоящее имя которой Каталин Вад, сумела стать звездой мейнстрима и стала актрисой в телесериале Jóban rosszban.